# Cyphon drymophilous
Cyphon drymophilous is een keversoort uit de familie moerasweekschilden (Scirtidae). De wetenschappelijke naam van de soort werd in 1990 gepubliceerd door Young & Stribling.